# Royal Rumble

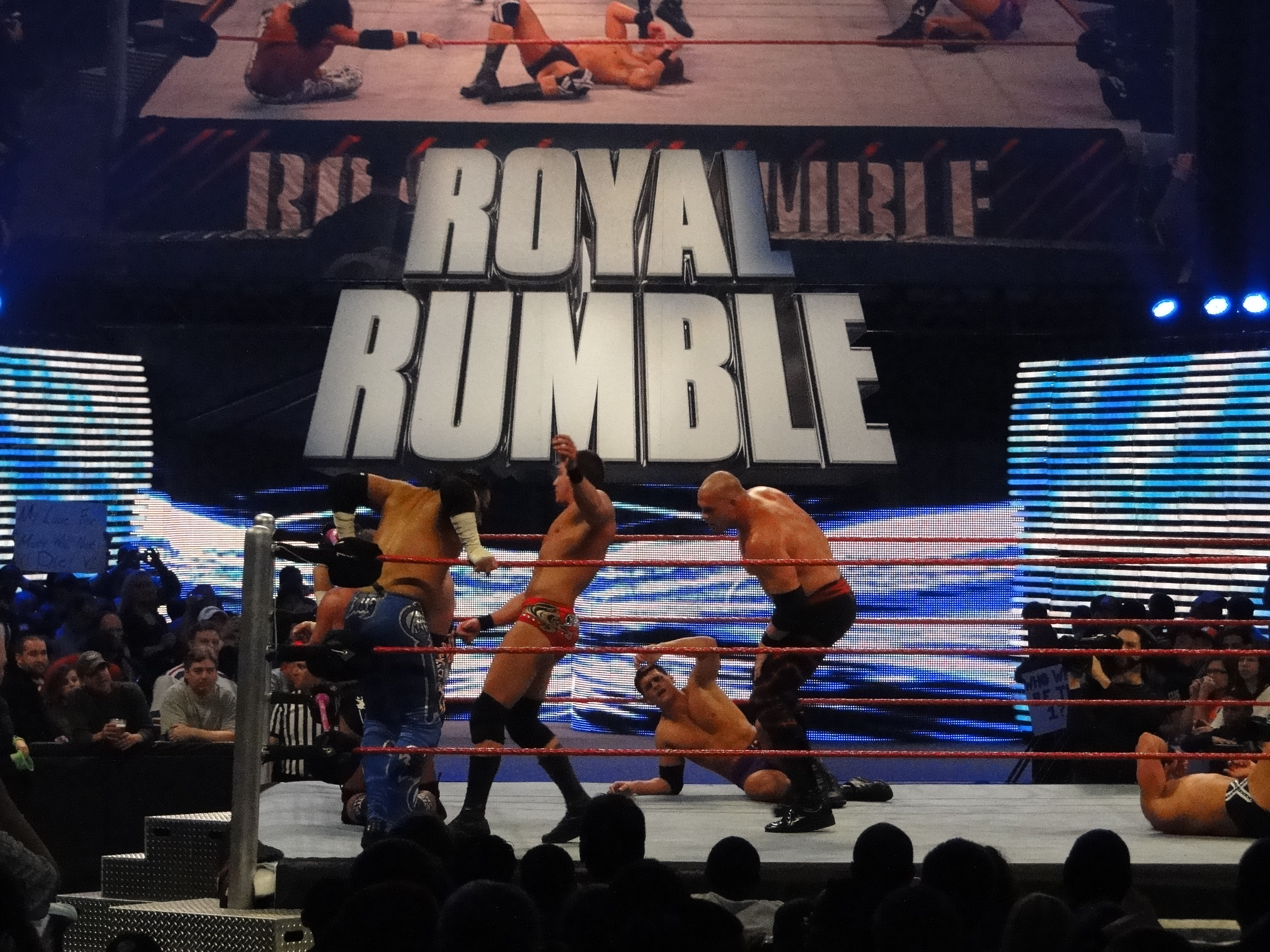
Royal Rumble match

Royal Rumble este un eveniment pay-per-view anual de wrestling organizat în luna ianuarie de federația World Wrestling Entertainment. Prima ediție a pay-per-view-ului s-a desfășurat pe data de 24 ianuarie 1988, fiind găzduită de arena Copps Coliseum din Hamilton, Ontario. Principala atracție a evenimentului este un meci de tipul Battle Royal, numit Meciul Royal Rumble. Acest meci cuprinde 30 de wrestleri intrând unul câte unul la intervalul de 3 minute. Toți cei 30 de oameni trebuie să treacă prin ring. Singurul care nu este eliminat va fi declarat învingător.În 2011 Royal Rumble a avut 40 de participanți.
Câștigătorul Royal Rumbel-ului va merge la Wrestle Mania pentru titlul mondial.
Royal Rumble este unul din cele patru pay-per-view-uri organizate inițial de WWE în anii '80, alături de WrestleMania, SummerSlam și Survivor Series și cuprinde meciuri la care participă wrestleri din toate diviziile WWE : RAW, SmackDown! și începând din 2007 - ECW.
Royal Rumble își are și cei mai mulți telespectatori și este cel mai vizionat Show de Wrestling. Regulile pentru nu a fi eliminat sunt: dacă treci peste corzi și atingi podeaua cu picioarele ești descalificat, dar dacă ești aruncat pe sub ele poți să reintri în ring. Principalii wrestleri care sunt încurajați de public sunt John Cena , Edge, Jeff Hardy dar și alții.

## Date și locuri de desfășurare
| Eveniment           | Dată             | Oraș                       | Locație                            |
| ------------------- | ---------------- | -------------------------- | ---------------------------------- |
| Royal Rumble (1988) | 24 ianuarie 1988 | Hamilton, Ontario          | FirstOntario Centre                |
| Royal Rumble (1989) | 15 ianuarie 1989 | Houston, Texas             | Lakewood Church Central Campus     |
| Royal Rumble (1990) | 21 ianuarie 1990 | Orlando, Florida           | Amway Arena                        |
| Royal Rumble (1991) | 19 ianuarie 1991 | Miami, Florida             | Miami Arena                        |
| Royal Rumble (1992) | 19 ianuarie 1992 | Albany, New York           | Times Union Center                 |
| Royal Rumble (1993) | 24 ianuarie 1993 | Sacramento, California     | Sleep Train Arena                  |
| Royal Rumble (1994) | 22 ianuarie 1994 | Providence, Rhode Island   | Dunkin' Donuts Center              |
| Royal Rumble (1995) | 22 ianuarie 1995 | Tampa, Florida             | USF Sun Dome                       |
| Royal Rumble (1996) | 21 ianuarie 1996 | Fresno, California         | Selland Arena                      |
| Royal Rumble (1997) | 19 ianuarie 1997 | San Antonio, Texas         | Alamodome                          |
| Royal Rumble (1998) | 18 ianuarie 1998 | San Jose, California       | San Jose Arena                     |
| Royal Rumble (1999) | 24 ianuarie 1999 | Anaheim, California        | Arrowhead Pond                     |
| Royal Rumble (2000) | 23 ianuarie 2000 | New York                   | Madison Square Garden              |
| Royal Rumble (2001) | 21 ianuarie 2001 | New Orleans, Louisiana     | New Orleans Arena                  |
| Royal Rumble (2002) | 20 ianuarie 2002 | Atlanta, Georgia           | Philips Arena                      |
| Royal Rumble (2003) | 19 ianuarie 2003 | Boston, Massachusetts      | Fleet Center                       |
| Royal Rumble (2004) | 25 ianuarie 2004 | Philadelphia, Pennsylvania | Wachovia Center                    |
| Royal Rumble (2005) | 30 ianuarie 2005 | Fresno, California         | Save Mart Center at Fresno State   |
| Royal Rumble (2006) | 29 ianuarie 2006 | Miami, Florida             | American Airlines Arena            |
| Royal Rumble (2007) | 28 ianuarie 2007 | San Antonio, Texas         | AT&T Center                        |
| Royal Rumble (2008) | 27 ianuarie 2008 | New York                   | Madison Square Garden              |
| Royal Rumble (2009) | 25 ianuarie 2009 | Detroit, Michigan          | Joe Louis Arena                    |
| Royal Rumble (2010) | 31 ianuarie 2010 | Atlanta, Georgia           | Philips Arena                      |
| Royal Rumble (2011) | 30 ianuarie 2011 | Boston, Massachusetts      | TD Garden                          |
| Royal Rumble (2012) | 29 ianuarie 2012 | Saint Louis, Missouri      | Scottrade Center                   |
| Royal Rumble (2013) | 27 ianuarie 2013 | Phoenix, Arizona           | US Airways Center                  |
| Royal Rumble (2014) | 26 ianuarie 2014 | Pittsburgh, Pennsylvania   | Pittsburgh Civic Arena             |
| Royal Rumble (2015) | 25 ianuarie 2015 | Philadelphia, Pennsylvania | Wells Fargo Center                 |
| Royal Rumble (2016) | 24 ianuarie 2016 | Orlando, Florida           | Amway Center                       |
| Royal Rumble (2017) | 29 ianuarie 2017 | San Antonio, Texas         | Alamodome                          |
| Royal Rumble (2018) | 28 ianuarie 2018 | Philadelphia, Pennsylvania | Wells Fargo Center                 |
| Royal Rumble (2019) | 27 ianuarie 2019 | Phoenix, Arizona           | Chase Field                        |
| Royal Rumble (2020) | 26 ianuarie 2020 | Houston, Texas             | Minute Maid Park                   |
| Royal Rumble (2021) | 31 ianuarie 2021 | St. Petersburg, Florida    | WWE ThunderDome pe Tropicana Field |
| Royal Rumble (2022) | 29 ianuarie 2022 | St. Louis, Missouri        | The Dome at America's Center       |
| Royal Rumble (2023) | 28 ianuarie 2023 | San Antonio, Texas         | Alamodome                          |
| Royal Rumble (2024) | 27 ianuarie 2024 | St. Petersburg, Florida    | Tropicana Field                    |